# Gero von Fritschen
Gero von Fritschen (* 17. Oktober 1970 in Wolfenbüttel) ist ein Brigadegeneral der Luftwaffe der Bundeswehr und seit Januar 2025 Kommandeur der Offizierschule der Luftwaffe in Fürstenfeldbruck.

## Leben
Gero von Fritschen trat 1990 als Grundwehrdienstleistender in die Bundeswehr ein und absolvierte seine Grundausbildung in der 4. Kompanie des Panzerbataillons 151 in Westerburg. 1991 wechselte er zur Luftwaffe und war bis 1992 in der Luftwaffensicherungsstaffel des Jagdbombergeschwaders 33 in Büchel und Cochem in der Eifel eingesetzt. Von 1992 bis 1993 absolvierte er den 67. Lehrgang für Offizieranwärter der Luftwaffe an der Offizierschule der Luftwaffe in Fürstenfeldbruck und im Anschluss seine Ausbildung zum Strahlflugzeugführer in den Vereinigten Staaten im Rahmen des Euro-NATO Joint Jet Pilot Trainings auf der Sheppard Air Force Base sowie anschließend die Musterschulung auf der F-4F Phantom II. Von 1995 bis 1997 war er danach in Bad Sobernheim im Jagdgeschwader 73 „Steinhoff“ eingesetzt, danach noch einmal für zwei Jahre als Adjutant des Geschwaderkommodores auf dem neuen Stützpunkt des Geschwaders in Rostock-Laage.
1999 schulte er auf die Mikojan-Gurewitsch MiG-29 um und wechselte in die 1. Staffel des Geschwaders und war gleichzeitig für die Planung des Flugbetriebs im Stab der Fliegenden Gruppe des Geschwaders zuständig. Von 2004 bis 2006 nahm er am 1. Streitkräftegemeinsamen Lehrgang Generalstabs-/Admiralstabsdienst National (LGAN) an der Führungsakademie der Bundeswehr in Hamburg teil, wo er zum Offizier im Generalstabsdienst ausgebildet wurde. Seine erste Verwendung nach diesem Lehrgang führte ihn in das Einsatzführungskommando der Bundeswehr nach Potsdam, wo er in der Abteilung J5 als Planungsgruppenleiter für die deutschen militärischen Beiträge zu den NATO Reaction Forces und European Battle Groups zuständig war. Von 2009 bis 2012 führte er die Fliegende Gruppe des Jagdgeschwaders 73 in Rostock und wurde auf den Eurofighter Typhoon umgeschult. Von 2012 bis 2014 war er Verbindungsstabsoffizier des Inspekteur der Luftwaffe im Deutschen Bundestag und von 2014 bis 2016 Sprecher für Luftwaffenangelegenheiten im Presse- und Informationsstab des Bundesministeriums der Verteidigung in Berlin. Von 2016 bis 2019 führte er das nunmehr umbenannte Taktische Luftwaffengeschwader 73 „Steinhoff“ in Laage als Geschwaderkommodore.
Es folgten wiederum mehrere Stabsverwendungen, von 2019 bis 2021 als Referatsleiter Grundsatz Führung und Einsatz Luftwaffe im Kommando Luftwaffe (2 II a), von 2021 bis 2022 als Leiter der Fakultät Luftwaffe und Beauftragter des Inspekteurs der Luftwaffe an der Führungsakademie der Bundeswehr sowie von 2022 bis 2023 als Referatsleiter des Referates I 5 im Bundesministerium der Verteidigung am ersten Dienstsitz in Bonn. Von 2024 bis Anfang 2025 war von Fritschen Dienstältester Deutscher Offizier und Senior Air Defence Advisor der NATO-Mission im Irak in Bagdad.
Danach übernahm er das Kommando über die Offizierschule der Luftwaffe von Brigadegeneral Stefan Scheibl und wurde im Mai 2025 zum Brigadegeneral ernannt.
Von Fritschen ist verheiratet und hat zwei Kinder.